# White Plastic Sky
White Plastic Sky (en original Műanyag égbolt) es una película de animación posapocalíptica húngaro-eslovaca dirigida por Tibor Bánóczki y Sarolta Szabó. La película se estrenó el 17 de febrero de 2023, en el Festival Internacional de Cine de Berlín, en la sección “Encuentros”.

## Sinopsis
Budapest, año 2123. Ante la disminución de los recursos, la raza humana sólo puede sobrevivir a través de una compensación: a la edad de 50 años, cada ciudadano se convierte paulatinamente en un árbol. Cuando Stefan descubre que su amada esposa Nora se ha inscrito voluntariamente para dar su cuerpo antes de tiempo, emprende un viaje lleno de aventuras para salvarla, cueste lo que cueste.
Cuando consigue liberarla, ambos emprenden un viaje para llegar a la lejana clínica del profesor que le puede extraer la semilla del árbol del corazón de Nora; es decir, el implante que posteriormente la convertirá en árbol. Durante su viaje, Thomas y Nora pasan por Miskolc, que está completamente desierta, y continúan su aventura en un teleférico futurista. Una vez llegan a la clínica, piensan que también está desierta. Además, cuando ven al profesor, no le ven capaz de llevar a cabo la operación.
En el refugio del profesor, descubren que han crecido dos enormes árboles: su hija y su cuñado. A causa de sus avanzadas transformaciones, Nora empieza a conectarse con los árboles y los hace florecer. El profesor intenta detener a Nora porque el polen de los árboles es tóxico para los humanos; él les prende fuego para frenar sus flores. Sin embargo, Thomas acaba convencido de que ya no debe impedirse que las plantas se reproduzcan y se hace implantar la semilla del árbol. Junto con Nora, van a un lugar remoto para transformarse en árboles y así acabar con el resto de la humanidad.

## Producción
El film combina animación 3D y rotoscopia. Los actores Tamás Keresztes y Zsófia Szamosi grabaron en el estudio sin ningún tipo de telón de fondo y, posteriormente, estas escenas fueron dibujadas. 
El guion se escribió en 2016. White Plastic Sky se inició en el programa de incubación del Fondo Nacional de Cine de Hungría, que apoya películas de muy bajo presupuesto. La película es una coproducción con Eslovaquia y cuenta con fondos del Instituto Nacional de Cine de Hungría, el Fondo Audiovisual Eslovaco, Eurimages y RTVS, la emisora pública de Eslovaquia. Las productoras que desarrollaron el film fueron Orsolya Sipos y József Fülöp de SALTO Films (Hungría) y Juraj Krasnohorsky de Artichoke (Eslovaquia). 
White Plastic Sky tiene como referentes obras como Cuando el destino nos alcance o Logan's Run, pero no trata en la redención del sistema, sino en una trágica historia de amor. 
En junio de 2023, la película fue estrenada en el Festival Internacional de Cine de Emden-Norderney  En julio de 2023, se proyectó en el Festival Internacional de Cine Fantástico de Neuchâtel . 

## Reconocimientos
| Año  | Premio                                                 | Categoría                              | Recipiente        | Resultado | Ref.   |
| ---- | ------------------------------------------------------ | -------------------------------------- | ----------------- | --------- | ------ |
| 2023 | Festival Internacional de Cine de Berlín               | Premio Encuentros                      | White Plastic Sky | Nominada  | [ 4 ]  |
| 2023 | Festival Internacional de Cine de Animación de Annecy  | Premio Contrechamp a la Mejor Película | White Plastic Sky | Nominada  | [ 5 ]  |
| 2023 | Festival de Cine de Sitges                             | Mejor película                         | White Plastic Sky | Nominada  | [ 6 ]  |
| 2023 | Premios del Cine Europeo                               | Mejor película europea de animación    | White Plastic Sky | Pendiente | [ 7 ]  |
| 2023 | Festival Internacional de Cine Fantástico de Neuchâtel | Premio Narcisse a la mejor película    | White Plastic Sky | Nominada  | [ 8 ]  |
| 2023 | Festival Internacional de Cine de Animación de Zagreb  | Mejor película                         | White Plastic Sky | Nominada  | [ 9 ]  |
| 2023 | Festival Internacional de Cine de Animación de Zagreb  | Mención Especial                       | White Plastic Sky | Ganadora  | [ 9 ]  |
| 2023 | Festival de Cine Internacional de Animación de Ottawa  | Mejor película                         | White Plastic Sky | Nominada  | [ 10 ] |
| 2023 | Festival de Cine Europeo Calgary                       | Mejor película europea                 | White Plastic Sky | Pendiente | [ 11 ] |